# Yvon Beliën

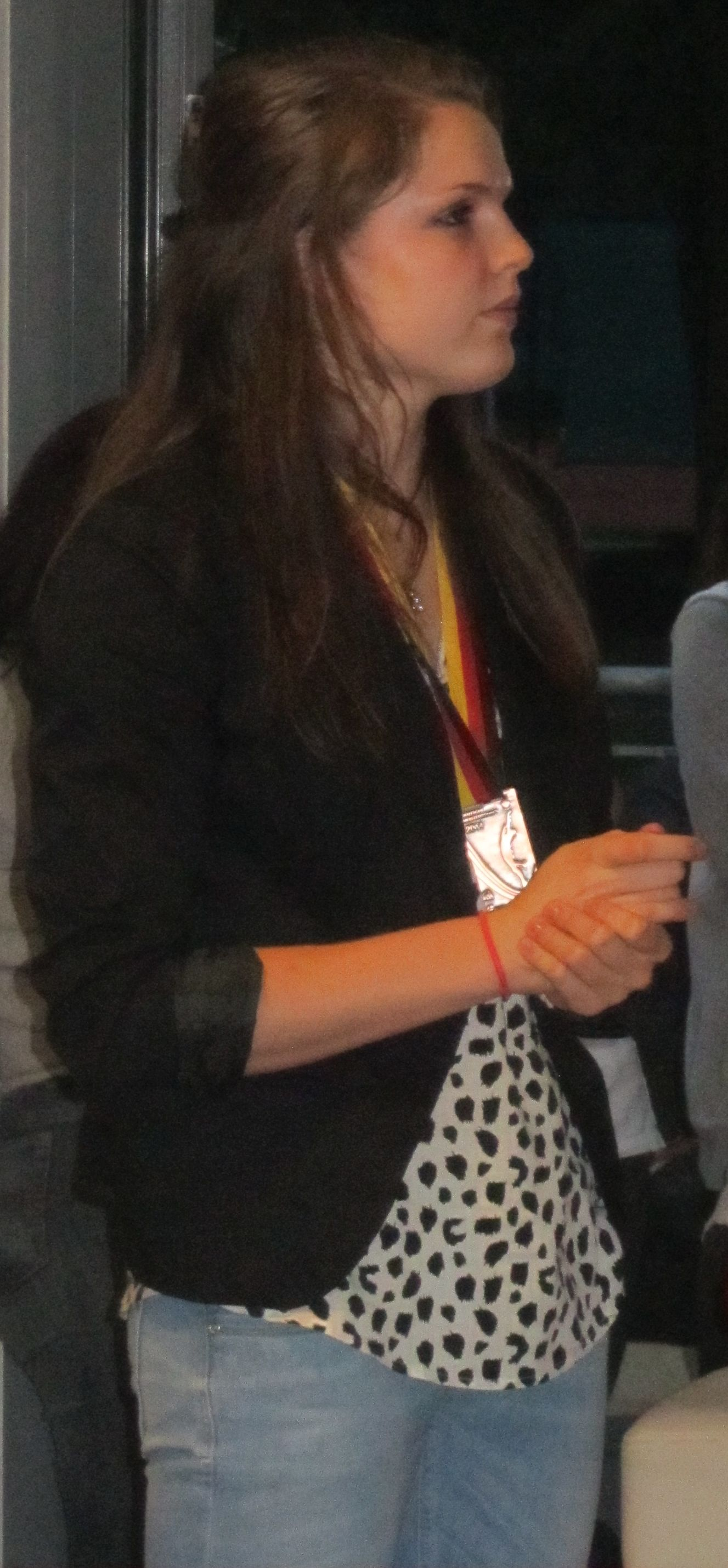
Yvon Beliën

Yvon Beliën (* 28. Dezember 1993 in Budel) ist eine niederländische Volleyballspielerin.

## Karriere
Beliën begann ihre Karriere in ihrer Heimatstadt beim VC Ledûb. 2009 wechselte sie zu Summa Peelpush in Meijel. Im folgenden Jahr nahm sie mit den niederländischen Juniorinnen an der Europameisterschaft teil. 2011 wurde die Mittelblockerin vom Erstligisten VC Weert verpflichtet. Mit dem Verein gewann sie zweimal in Folge den niederländischen Supercup. 2013 gab Beliën ihr Debüt in der A-Nationalmannschaft. Sie nahm am World Grand Prix und der Europameisterschaft teil. Anschließend wechselte sie zum deutschen Bundesligisten Ladies in Black Aachen. Mit Aachen erreichte sie 2014 das Halbfinale um die deutsche Meisterschaft; es war der größte Erfolg der Vereinsgeschichte. Im Anschluss wechselte sie zum Schweriner SC. Mit der Nationalmannschaft wurde sie 2015 im eigenen Land Vizeeuropameisterin. Danach wechselte Beliën nach Italien zu River Volley Piacenza.